# Pop (album Gasa)
Pop – czwarty album muzyka Wolfganga Voigta, wydany pod pseudonimem Gas w 2000 roku nakładem wytwórni Mille Plateaux. Jak na wszystkich wydawnictwach artysty, wszystkie utwory są niezatytułowane. Na płycie dominuje motyw wody i lasu, jak powiedział autor o Pop: „chciałem wnieść dyskotekę do lasu i vice versa”.
Płyta pojawiła się w podsumowaniach najlepszych albumów dekady: Pitchforka (85. miejsce), Resident Advisora (6. miejsce) i Porcysa (73. miejsce).

## Lista utworów
1. "Untitled" - (5:13)
2. "Untitled" - (8:38)
3. "Untitled" - (7:27)
4. "Untitled" - (9:31)
5. "Untitled" - (10:52)
6. "Untitled" - (9:24)
7. "Untitled" - (14:37)